# 1951 en bande dessinée
| Années de la bande dessinée : 1948 - 1949 - 1950 - 1951 - 1952 - 1953 - 1954    |
| Décennies de la bande dessinée : 1920 - 1930 - 1940 - 1950 - 1960 - 1970 - 1980 |

Cet article présente les faits marquants de l'année 1951 en bande dessinée.

## Évènements
- 1er février: Première publication de la bande dessinée Oncle Paul (Cap plein sud), scénario de Jean-Michel Charlier et dessin d'Eddy Paape, dans le Journal de Spirou no 668.
- 12 mars : Première publication de la bande dessinée Dennis The Menace (Denis la Malice), créée par Hank Ketcham.
- 9 août : Octave Joly publie son premier Oncle Paul (Comment naquit la Marseillaise), illustré par Dino Attanasio.
- Novembre : Première apparition des Rapetou, créés par Carl Barks dans Les Rapetou raflent tout (Terror of the Beagle Boys). Ils seront quelque temps nommés les Ratistou.

- Sortie de Strange Adventures #8, qui contient l'histoire Evolution Plus, The Incredible Story of an Ape with a Human Brain (premier récit lançant la célèbre vogue des singes - savants, volants… - dans les comics de science-fiction), chez DC Comics.
- En 1951 débute la publication du périodique féminin, Girl par Hulton Press[1].

## Nouveaux albums
Voir aussi : Albums de bande dessinée sortis en 1951

### Franco-Belge
| Sortie | Titre                               | Scénariste     | Dessinateur    | Coloriste      | Éditeur        |
| ------ | ----------------------------------- | -------------- | -------------- | -------------- | -------------- |
| ?      | à compléter                         |                |                |                |                |
| ?      | Poucette - Les malheurs de Poucette | Aristide Perré | Aristide Perré | Aristide Perré | Éditions Rouff |
| ?      | Poucette - Poucette apprentie       | Aristide Perré | Aristide Perré | Aristide Perré | Éditions Rouff |
| ?      | Poucette - Poucette bonne d'enfants | Aristide Perré | Aristide Perré | Aristide Perré | Éditions Rouff |
| ?      | Poucette - Poucette infirmière      | Aristide Perré | Aristide Perré | Aristide Perré | Éditions Rouff |
| ?      | …                                   |                |                |                |                |

### Comics
| Sortie | Titre       | Scénariste | Dessinateur | Coloriste | Éditeur |
| ------ | ----------- | ---------- | ----------- | --------- | ------- |
| ?      | à compléter |            |             |           |         |
| ?      | …           |            |             |           |         |

### Mangas
| Sortie | Titre       | Scénariste | Dessinateur | Coloriste | Éditeur |
| ------ | ----------- | ---------- | ----------- | --------- | ------- |
| ?      | à compléter |            |             |           |         |
| ?      | …           |            |             |           |         |

## Naissances
- 1er janvier : Jean-Claude Denis

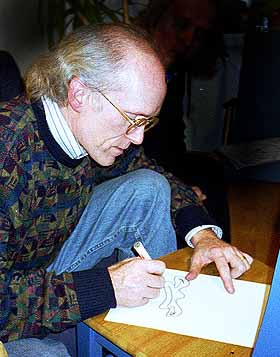
Don Rosa

- 3 janvier : Andreas (Arq, Capricorne, Coutoo, …)
- 28 janvier : Todd Klein
- 13 mars : Alain Gabillet, dit « Gabs », auteur français de bande dessinée.
- 3 avril : Daniel Ceppi
- 15 avril : Wiley Miller, auteur de comics
- 26 avril : Jean-Louis Floch
- 29 juin : Don Rosa, auteur de comics spécialisé dans les aventures de Donald Duck.
- 18 août : Annie Goetzinger
- 13 août : Gene Day
- 23 août : Patrick Moerell
- 27 septembre : Jim Shooter, scénariste et éditeur de comics mort le 30 juin 2025
- 7 octobre : Enki Bilal
- 16 octobre : Jean-Claude Claeys
- 28 octobre : Patrick Jusseaume
- 28 octobre : Joe R. Lansdale, scénariste de comics
- 8 novembre : Christian Darasse
- 9 novembre : Bill Mantlo, scénariste de comics
- 4 décembre : Régis Loisel
- 27 novembre : Réal Godbout
- 21 décembre : Serge Lindier
- 22 décembre : Tony Isabella, scénariste de comics
- Date précise inconnue :
  - Alootook Ipellie
  - Léon Taerea, dessinateur français actif à Tahiti.

## Décès
- ? : Hank Porter, dessinateur américain[2] ;
- 14 août : William Randolph Hearst, éditeur américain, créateur du King Features Syndicate (88 ans)